# Xã Walnut Grove, Quận Neosho, Kansas
Xã Walnut Grove (tiếng Anh: Walnut Grove Township) là một xã thuộc quận Neosho, tiểu bang Kansas, Hoa Kỳ. Năm 2010, dân số của xã này là 299 người.